# Martinavis cruzyensis
Martinavis cruzyensis — викопний вид енанціорнісових птахів, що існував у кінці крейди (75-70 млн років тому). Це був напівводний птах. Мешкав на островах, що були у крейді на місці сучасної Європи. Голотип АCАP-M 1957 знайдений у пластах формації Gres а Reptiles на півдні Франції, складається з фрагментів кінцівок, зокрема із цільної правої гомілки та плечових кісток. У дзьобі, ймовірно, були деякі дрібні зуби. Він був розміром приблизно з горобця.